# Piotr Zieliński (brydżysta)
Piotr Michał Zieliński – polski brydżysta, Mistrz Krajowy, Sędzia Państwowy, zawodnik drużyny Abnegat Warszawa.

## Wyniki brydżowe

### Zawody światowe
W światowych zawodach zdobył następujące lokaty:
| Mistrzostwa Świata. Konkurencja par | Mistrzostwa Świata. Konkurencja par | Mistrzostwa Świata. Konkurencja par  | Mistrzostwa Świata. Konkurencja par | Mistrzostwa Świata. Konkurencja par | Mistrzostwa Świata. Konkurencja par |
| Rok                                 | Miejsce                             | Zawody                               | Kategoria                           | Partner                             | Pozycja                             |
| ----------------------------------- | ----------------------------------- | ------------------------------------ | ----------------------------------- | ----------------------------------- | ----------------------------------- |
| 2003                                | Tata                                | 5 Młodzieżowe Mistrzostwa Świata Par | Juniorzy                            | Paweł Gałązka                       | 139                                 |
| 2001                                | Stargard                            | 4 Mistrzostwa Świata Par Juniorów    | Juniorzy                            | Włodzimierz Karłowicz               | 74                                  |
| 1999                                | Nymburk                             | 3 Mistrzostwa Świata Par Juniorów    | Juniorzy                            | Włodzimierz Karłowicz               | 127                                 |

### Zawody europejskie
W europejskich zawodach zdobył następujące lokaty:
| Zawody europejskie. Konkurencja teamów | Zawody europejskie. Konkurencja teamów | Zawody europejskie. Konkurencja teamów   | Zawody europejskie. Konkurencja teamów | Zawody europejskie. Konkurencja teamów | Zawody europejskie. Konkurencja teamów |
| Rok                                    | Miejsce                                | Zawody                                   | Kategoria                              | Drużyna                                | Pozycja                                |
| -------------------------------------- | -------------------------------------- | ---------------------------------------- | -------------------------------------- | -------------------------------------- | -------------------------------------- |
| 2002                                   | Torquay                                | 18 Młodzieżowe Mistrzostwa Europy Teamów | Młodzież Szkolna                       | Poland                                 | 2                                      |